# 山崎莉里那
山崎 莉里那（やまざき りりな、2012年（平成24年）2月7日 - ）は、日本の子役、SDGsこどもユニット「ミドリーズ」のメンバー。 ホリプロ・インプルーブメント・アカデミー所属。

## 出演

### テレビドラマ
- 連続テレビ小説 半分、青い。（2018年4月2日 - 9月29日、NHK） - 森山（楡野）花野 役
- 連続ドラマW パンドラⅣ－AI戦争（2018年11月11日 - 12月16日、WOWOW）- 木下麻耶 役[1]
- メゾン・ド・ポリス（2019年1月11日 - 3月15日、TBS） - 牧野ひより（幼少期）役
- デジタル・タトゥー 第3話（2019年6月1日、NHK総合） - 中西真亜矢 役[2]
- 警視庁捜査資料管理室 第11話（2019年6月10日、BSフジ） - 少女（磯部未来） 役
- 白衣の戦士! 最終話（2019年6月19日、日本テレビ） - 五十嵐未央 役
- 教場II 後編（2021年1月4日、フジテレビ）- 伊佐木陶子（幼少期）役
- マイファミリー 第4話 - （2022年5月1日 - 、TBS） - 三輪優月 役[3]

### ミュージックビデオ
- コブクロ 「風をみつめて」（2018年11月7日） - 松岡葉菜 役[4][1]

### CM
- 三菱電機 「三菱電機のビルユニティー♪」篇[1]
- 山崎製パン クリスマスケーキ「その笑顔のために」篇（2018年）[1]
- 関西電力「IHクッキングヒーター」篇（2017年8月）
- 花王「エマール」（2018年11月）
- ヤマハ発動機 WEB ヤマハPAS25周年記念ショートムービー PASと私の25年「母のまなざし」篇（2018年4月）

### その他
- TSUTAYAプレミアム配信番組「リョウリズム」（2018年11月16日、配信スタート）[1]
- ヒルナンデス! ３世代で行く クリスマス ディズニー　（2018年12月5日・12日 日本テレビ)[1][5]
- 笑点 お正月だよ大喜利祭り!（振袖大喜利のみの出演）（2019年1月1日、日本テレビ）
- 痛快TV スカッとジャパン ファミリースカッと～私を守ってくれた母～（2019年2月4日、フジテレビ）
- THE突破ファイル 建物の隙間に挟まってしまった猫を救出せよ！（2020年1月30日、日本テレビ）

## 歌

### ツバメ
- SDGsユニット・ミドリーズのデビュー曲。

- ネットに寄せられた、１つの物語からYOASOBIが作詞作曲した曲。

### はなしてみよう きいてみよう
- u&i(NHKEテレ)で、2022年3月に放送した曲。

- 同じくミドリーズのメンバーの、あつきと歌っている。

- 子供達の悩みやその解決法を歌にしている。

- SDGsの項目から歌にしている。